# Thelcticopis bicornuta
Thelcticopis bicornuta là một loài nhện trong họ Sparassidae.
Loài này thuộc chi Thelcticopis. Thelcticopis bicornuta được Mary Agard Pocock miêu tả năm 1901.